# Moscow (Idaho)
Moscow és una població dels Estats Units a l'estat d'Idaho. Segons el cens del 2008 tenia 23.131 habitants.
L'any 1889 s'hi va establir la Universitat d'Idaho.

## Demografia
Segons el cens del 2000, Moscow tenia 21.291 habitants, 7.724 habitatges, i 3.869 famílies. La densitat de població era de 1.336,7 habitants/km².
Dels 7.724 habitatges en un 24,2% hi vivien nens de menys de 18 anys, en un 41% hi vivien parelles casades, en un 6,4% dones solteres, i en un 49,9% no eren unitats familiars. En el 29,9% dels habitatges hi vivien persones soles el 5,5% de les quals corresponia a persones de 65 anys o més que vivien soles. El nombre mitjà de persones vivint en cada habitatge era de 2,25 i el nombre mitjà de persones que vivien en cada família era de 2,87.
Per edats la població es repartia de la següent manera: un 16,1% tenia menys de 18 anys, un 35,8% entre 18 i 24, un 26,3% entre 25 i 44, un 14% de 45 a 60 i un 7,8% 65 anys o més.
L'edat mediana era de 24 anys. Per cada 100 dones de 18 o més anys hi havia 110,1 homes.
La renda mediana per habitatge era de 26.884 $ i la renda mediana per família de 46.331 $. Els homes tenien una renda mediana de 35.494 $ mentre que les dones 24.560 $. La renda per capita de la població era de 14.930 $. Aproximadament el 9,5% de les famílies i el 22,4% de la població estaven per davall del llindar de pobresa.

## Poblacions properes
El següent diagrama mostra les poblacions més properes.